# Bolivar (Tennessee)
Bolivar es una ciudad ubicada en el condado de Hardeman en el estado estadounidense de Tennessee. En el Censo de 2010 tenía una población de 5417 habitantes y una densidad poblacional de 248,52 personas por km². Su nombre hace alusión al Libertador Simón Bolívar

## Geografía
Bolivar se encuentra ubicada en las coordenadas 35°15′58″N 89°0′54″O / 35.26611, -89.01500. Según la Oficina del Censo de los Estados Unidos, Bolivar tiene una superficie total de 21.8 km², de la cual 21.78 km² corresponden a tierra firme y (0.07%) 0.02 km² es agua.

## Demografía
Según el censo de 2010, había 5417 personas residiendo en Bolívar. La densidad de población era de 248,52 hab./km². De los 5417 habitantes, Bolivar estaba compuesto por el 0.04% blancos, el 0.06% eran afroamericanos, el 0.18% eran amerindios, el 1.02% eran asiáticos, el 0% eran isleños del Pacífico, el 0.48% eran de otras razas y el 1.05% pertenecían a dos o más razas. Del total de la población el 1.35% eran hispanos o latinos de cualquier raza.